# Mandżurowie

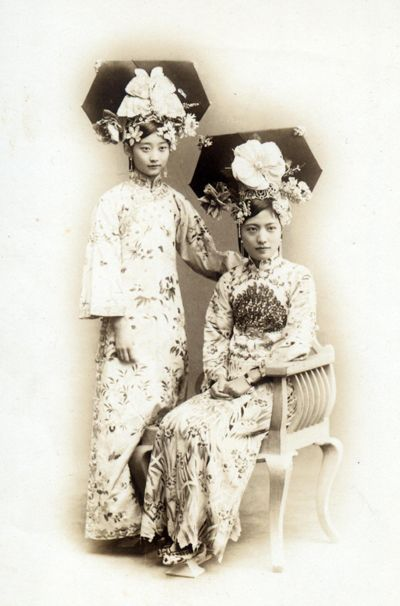
Mandżurskie damy na fotografii z pocz. XX wieku

Mandżurowie (mandż. ᠮᠠᠨ᠋ᠵᡠ Manju; chiń. upr. 满族; chiń. trad. 滿族; pinyin Mǎnzú; Wade-Giles Man-tsu) – naród wywodzący się z plemion tungusko-mandżurskich ałtajskiej ligi językowej, zamieszkujących od zamierzchłych czasów północno-wschodnią Mandżurię.
Lud ten od XVII wieku do 1911 roku władał Chinami. W tym czasie niemal zupełnie zasymilował się z Chińczykami, tracąc tym samym swą kulturową odrębność. Obecnie stanowią mniejszość na terenie Mandżurii oraz Dżungarii, żyjąc w rozproszeniu wśród ludności chińskiej.

## Historia
Na początku XI w. z Heishui Mohe (którzy mieli wspólne korzenie z założycielami państwa Balhae) wyłoniła się grupa nazywająca siebie Dżurdżenami. W 1121 opanowali większość terenów obecnej Mandżurii, rozbijając kitańskie państwo Liao i ustanawiając własne – Jin, które od połowy XII w. panowało nad północnymi Chinami. W 1234 r. państwo Dżurdżenów zostało unicestwione przez Czyngis-chana. Ich samych spotkał różny los: część została w północnych Chinach, gdzie zasymilowała się z Chińczykami, część mieszkała nadal w Mandżurii, gdzie trudnili się myślistwem i rybołówstwem oraz hodowlą bydła domowego i trzody chlewnej, a tylko w niewielkim stopniu uprawą ziemi.
Na początku XVII w. Nurhaczy utworzył z części Dżurdżenów silny związek rodowo-plemienny i zapanował nad północną Mandżurią. W 1618 r. rozpoczął ekspansję na południe, tworząc silne państwo ze stolicą w Mukdenie. Jego syn, Hong Taiji w 1635, przemianował podległych sobie żołnierzy, zorganizowanych w Osiem Chorągwi na „Mandżurów”. Od tego momentu można mówić o „Mandżurach”.

### Władcy Chin
Hong Taiji ogłosił też powstanie dynastii Qing. W 1644 r. jego brat, Dorgon, jako regent małoletniego syna Honga, Shunzhi, zdobył Pekin, a następnie przystąpił do podboju całych Chin. Mandżurowie pokonali kontynuatorów dynastii Ming i ustanowili panowanie własnej Qing nad Chinami (panowała do roku 1911). W 1650 r. zajęli Kanton, w 1662 r. ostatecznie pobili Mingów, a do 1680 r. opanowali całe terytorium Chin. W 1683 r. padł Tajwan – ostatni bastion oporu przeciw Mandżurom. W latach 1687–1697 zajęli Mongolię, w 1720–1724 Tybet, a w 1758 r. Dżungarię, Kaszgarię i Turkiestan. Już w 1620 r. narzucili zwierzchnictwo Korei oraz przejściowo podporządkowali sobie Wietnam i Laos (koniec XVIII w.). Prowadzili też wojny na terenie Birmy. Ich wpływy sięgały Nepalu, Sikkimu i Bhutanu.
Największe znaczenie i zasięg terytorialny osiągnęło cesarstwo w latach 1662–1796. W stosunku do epoki Mingów obszar Chin wzrósł trzykrotnie, podobnie jak liczba ludności ze 150 do 450 milionów. Nastąpiło wzmocnienie wewnętrzne państwa, jego integracja i rozwój ekonomiczny. Podstawą sukcesów Mandżurów była sprawna organizacja wojskowa. W czasie wojny wszyscy mężczyźni byli powoływani pod broń. Cała ludność została zorganizowana na sposób wojskowy, tworząc osiem wielkich formacji, zwanych chorągwiami. Po zajęciu Chin Mandżurowie założyli w głównych miastach garnizony wojskowe, za pomocą których kontrolowali prowincję. Zachowali przejęty po Mingach sposób rządzenia krajem, z tym, że sami objęli połowę najwyższych stanowisk urzędniczych. Ważną funkcję w podporządkowaniu Chin pełnił terror. Zdobywszy Kanton (po 8-miesięcznym oblężeniu) wymordowali ponad 100 tysięcy jego mieszkańców. Po ostatecznym podboju Dżungarii zgładzono większość mężczyzn, a na wyludnionych terenach utworzono osiedla wojskowe i sprowadzono chińskich osadników. Na dużą skalę stosowano przesiedlenia ludności, konfiskowano majątki ziemskie, które oddawano mandżurskim feudałom. Jeńcy wojenni zostawali niewolnikami.

### Zmierzch

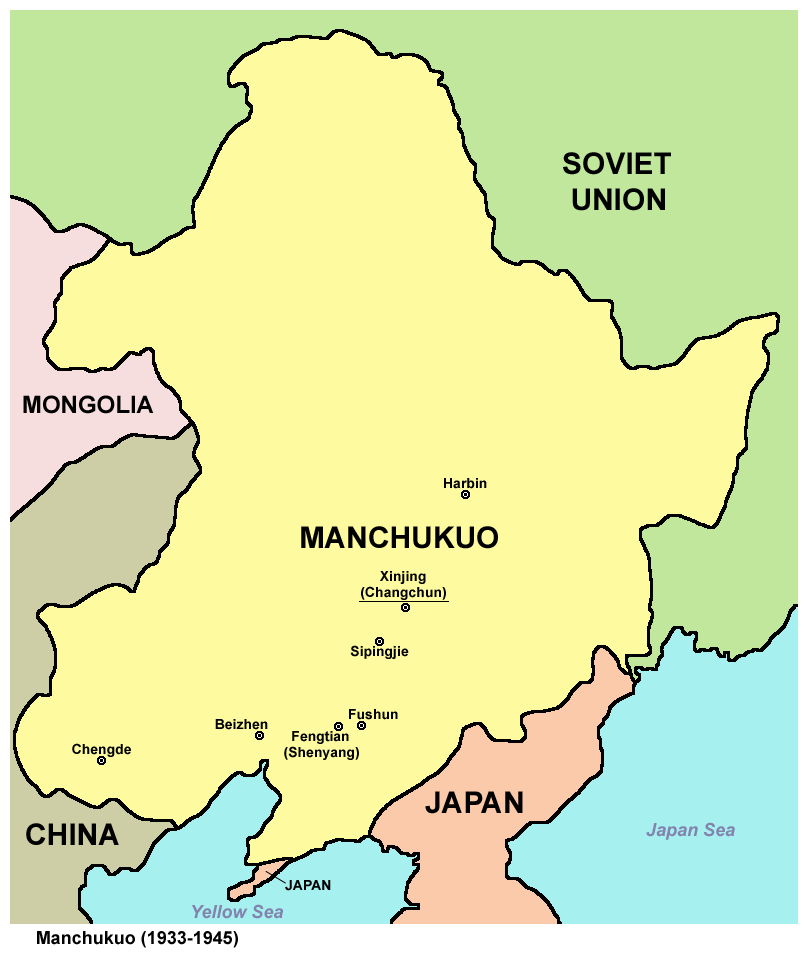
Państwo Mandżukuo

Obalenie cesarstwa w 1911 r. położyło kres politycznemu znaczeniu Mandżurów. W 1932 r. Japończycy utworzyli całkowicie podporządkowane sobie państwo Mandżukuo z ostatnim cesarzem Chin Puyi jako władcą, lecz upadło ono wraz z ich klęską w 1945 roku. Chińczycy zlikwidowali w 1953 roku odrębność Mandżurii, dzieląc ją na trzy prowincje.

## Asymilacja
Mandżurowie całkowicie ulegli kulturowej i etnicznej asymilacji. Rządząca elita przejęła od Chińczyków wzorce zachowań, filozofię i obyczaje, a z czasem również język. Kontynuowała i utrwalała tradycje chińskiej sztuki w zakresie ceramiki (porcelana), rzeźby w nefrycie, malarstwa i literatury. Jedynym elementem kulturowym, jaki Mandżurowie narzucili Chińczykom, było splatanie włosów w warkocz – symbol lojalności wobec ich dynastii. Podobny proces nastąpił też w Mandżurii, wyludnionej wskutek emigracji Mandżurów do podbitych Chin. Osadnictwo chińskie na tych terenach (za tzw. Wierzbową Palisadą) było początkowo zakazane, lecz narastająca groźba aneksji przez Rosję sprawiła, że w 1865 r. zakaz ten uchylono. Do pierwszych regionów kolonizacji należały okolice miasta Hulan w pobliżu Harbinu. W 1900 roku liczba osadników chińskich w Mandżurii znacznie przewyższała liczbę samych Mandżurów. Szczytowy okres osadnictwa chińskiego przypadł na lata 20. XX wieku. Było ono kontynuowane po przejęciu władzy w Chinach przez komunistów.

## Mandżurowie dzisiaj
W 2000 roku liczba Mandżurów na terenie Chin wyniosła około 10,6 miliona. Większość z nich mieszka w Mandżurii (prowincja Heilongjiang), stanowiąc zaledwie 4% ogółu jej populacji, a około 500 tysięcy żyje w aglomeracji Pekinu, w prowincji Hebei i autonomicznym regionie Mongolia Wewnętrzna. Na przełomie lat 80. i 90. niecałe 200 osób posługiwało się jeszcze językiem mandżurskim. Również nazewnictwo mandżurskie wypierane jest przez chińskie odpowiedniki.
Odłamem Mandżurów jest grupa etniczna Xibe, zamieszkująca okręg autonomiczny ze stolicą w mieście Qapqal na terenie Dżungarii (Sinciang) w zachodnich Chinach. Spośród 173 tysięcy tamtejszych Mandżurów własnym językiem posługiwało się na co dzień 23 tys., a na równi z chińskim używało go 96 tys.